# Wolfgang Voigt (Musiker)

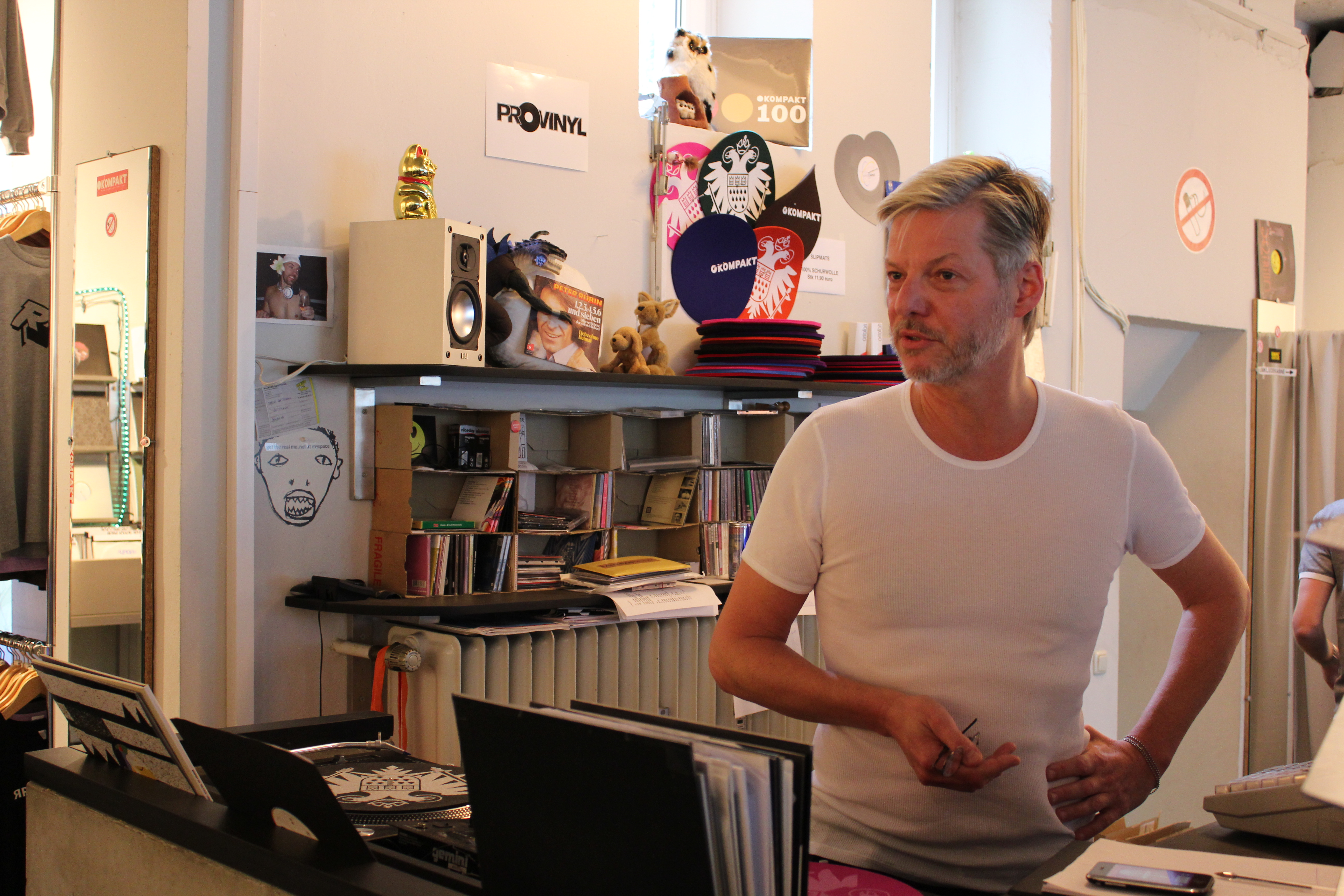
Wolfgang Voigt (2012)

Wolfgang Voigt (* 1961 in Köln) ist ein deutscher Künstler, Musikproduzent und Labelmacher. Voigt ist Mitbegründer des Kölner Elektronik- und Technolabels Kompakt. In unterschiedlichen Bereichen elektronischer Musik veröffentlicht er auch unter Label- und Projektnamen wie Gas, Mike Ink, Love Inc., Profan, Studio 1, Freiland, Wassermann, Rückverzauberung oder Protest.

## Leben
Wolfgang Voigt gilt als einer der wichtigsten Vertreter der Kölner Techno-Szene und des Minimal Techno in Deutschland. Mit dem Musiker Jörg Burger (The Bionaut, The Modernist) wurde er während eines Aufenthaltes in London im Jahr 1988 vom einsetzenden Acid-House-Boom beeinflusst. Voigt und Burger gründeten daraufhin in Belgien das Label Trance Atlantic. Zu seinen ersten Veröffentlichungen zählt die unter dem Alias Mike Ink veröffentlichte Acid-Platte The Dialogue EP. Viele seiner Platten aus dieser frühen Zeit, wie z. B. Trans Atlantic Excess, Lovely Ugly Brutal World, Rosenkranz, New Jack City und R.E.S.P.E.C.T. gelten in der Techno-Szene heute als Klassiker.
Zusammen mit Burger, Ingmar Koch und Cem Oral, den Mitgliedern der Band Air Liquide, gründete Voigt 1991 das Acid-Techno-Label Structure.
1993 gründete er zusammen mit seinem Bruder Reinhard Voigt, Jörg Burger, Jürgen Paape und Michael Mayer, der einige Monate später dazu kam, in Köln den Plattenladen Delirium, der später in Kompakt umbenannt wurde und der Grundstein des gleichnamigen Labels wurde.
Ebenfalls 1993 gründete Voigt das Label Profan, auf dem er unter etlichen Pseudonymen experimentelle Techno- und Ambientmusik veröffentlichte. Zeitgleich erschienen viele seiner Veröffentlichungen bei in- und ausländischen Labels. Stilbildend für den deutschen Minimal Techno und richtungsweisend für seine eigene musikalische Entwicklung waren dabei insbesondere die ab 1995 auf dem Profan-Sublabel Studio 1 veröffentlichten Platten. Die musikalischen Elemente wurden dabei in avantgardistischer Weise stark reduziert, wobei vor allem Bassdrum und Bassline sowie Percussionelemente zum Einsatz kamen, insbesondere die mittlerweile zum festen Repertoire des Minimal Techno gehörenden „Klick“-Sounds. Auch Einflüsse des Dub waren hörbar. Die zehn Studio-1-Veröffentlichungen bildeten eine in sich abgeschlossene Serie, deren Covergestaltung sich ohne Titel nur nach Farben unterschied. Noch konsequenter in Richtung Minimalisierung im Sinne der von Voigt proklamierten „Kunst des Weglassens“ ging die anschließende Konzeptreihe Freiland. Diese optisch ähnlich angelegte Serie von Minimal-Techno-Veröffentlichungen war musikalisch nun fast gänzlich auf die Ebene von Bass und Sub-Bass reduziert.
1996 wurde Voigts Poptechno-Album Life's A Gas, das unter dem Projektnamen Love Inc. auf dem Frankfurter Label Force Inc. Music Works erschien, Album des Jahres der Musikzeitschrift Spex. Im gleichen Jahr veröffentlichte er auf dem Label Mille Plateaux das erste Album seines vielbeachteten audiovisuellen Projektes Gas, ein auf stark verdichteten Klassikklangquellen basierendes, rauschhaft düsteres Klangkunstwerk, welches eine Hörerschaft weit über die Elektronik- und Technoszene hinaus begeisterte. Der abstrakte Naturklangkosmos aus Streichern und Bläsern, sowie die auf Voigts Waldfotografien basierende Covergestaltung, zeigen Voigts spezifische künstlerische Vernetzung mit dem Geist der Romantik und dem Deutschen Wald als Sehnsuchtsort.
Ab 1998 baute Voigt zusammen mit seinen Partnern eine unabhängige eigene Musikfirma auf. Ein Label, ein eigener Vertrieb, ein Verlag und eine Künstleragentur wurden gegründet und unter der Marke Kompakt ausgebaut. Das ausgesuchte musikalische Programm und die unverwechselbare optische Gestaltung machen das Label bis heute zu einer Marke mit hohem Wiedererkennungswert. Spätestens 2003 wurde mit dem Umzug von Kompakt in ein großes Wohn- und Geschäftshaus in der Kölner Innenstadt die Vision der eigenen unabhängigen „Kulturfabrik“ zunehmend verwirklicht.
Seit etwa 2008 widmet er sich wieder vornehmlich seiner eigenen künstlerischen Arbeit. Für das 2010 erschienene Album Freiland Klaviermusik reaktivierte er sein Label Profan, auf dem er seit 10 Jahren keine Platten mehr veröffentlicht hatte. Zur Produktion des Albums, auf dem er Pianola-Klänge und minimale Techno-Rhythmen kombiniert, ließ er sich durch den mexikanischen Komponisten Conlon Nancarrow inspirieren.
Mit neuen musikalischen Projekten und Sublabels wie Protest, Kafkatrax, Polkatrax und dem Gas-Nachfolgerprojekt Rückverzauberung entwickelte Voigt seinen künstlerischen Kosmos konsequent weiter. Im Sinne seines interdisziplinären Schaffens an der Schnittstelle von Kunst und Musik führt er sein musikalisches und bildnerisches Schaffen zunehmend mehr zusammen. Dabei verfolgt er im Wesentlichen zwei künstlerische Grundansätze, die er immer wieder variiert: zum einen das Loop-Prinzip, das statische oder variiert verlaufende Wiederholen minimalistischer repetitiver Arrangements, die bestimmte Muster entstehen lassen; zum anderen das abstrakte Verformen und Verdichten (Dekonstruktion) externer Klang- und Bildquellen (Samples), die in einer (hypothetischen) Befreiung von ihrer ursprünglichen Bedeutung auf ihre Grundstruktur, ihre reine Ästhetik, zurückgeführt werden (Entdeutung).
Wolfgang Voigt hat seit Anfang der 1990er Jahre über 160 Alben, EPs und Singles sowie zahllose Remixes unter mehr als 30 verschiedenen Pseudonymen veröffentlicht.

## Labels und Projekte
Voigt ist dafür bekannt, seine Musik unter immer neuen Namen zu veröffentlichen. Dabei nutzt er die verschiedenen Pseudonyme zur Gestaltung und Veröffentlichung unterschiedlicher Spielarten elektronischer Musik. Verschiedentlich arbeitet er dabei mit anderen Musikern – überwiegend aus dem Kölner Umfeld – zusammen. Zu seinen wichtigsten Projekten zählen:
- All (Ambient-Projekt)
- Auftrieb (Profan-Sublabel für brachialen „Sägezahntechno“)
- Freiland (Profan Sublabel, Minimalistischer Konzept-Techno aus Bassdrum und Bassklängen)
- Gas (Audiovisionelles Ambient Projekt aus stark verdichteten Klassikklangquellen)
- Kafkatrax (Psychedelischer Minimal-Techno aus Bassdrum und Kafkahörbuch-Text-Fragmenten)
- Love Inc. (Acid/Techno mit Popmusik-Bezügen)
- M:I:5 (Abstrakter Minimal Techno)
- Mike Ink (Hardcore-Techno, Acid und Minimal Techno)
- Polkatrax (Experimentelle Kreuzung aus Minimal-Techno und reduzierter Polkamusik)
- Profan (Voigts Hauptlabel, freie Plattform für unterschiedliche experimentelle Techno und Ambient-Projekte)
- Protest (Profan-Sublabel, Experimenteller Crossover-Techno)
- Rückverzauberung (Abstrakter Ambient ohne Beats)
- Studio 1 (Profan-Sublabel, formstreng minimalistischer Konzept-Techno)
- Wassermann (Poppig abstrakter Techno mit zum Teil deutschsprachigen Textbezügen)

## Kooperationen
- Burger/Ink bzw. Burger/Voigt (düster-melancholischer Ambient-Gitarren-Techno in Zusammenarbeit mit Jörg Burger)
- Erdingertrax (Technoprojekt in Zusammenarbeit mit seinem Bruder Reinhard Voigt)
- Mohn (Slowmotion-Techno mit und ohne Bassdrum, in Zusammenarbeit mit Jörg Burger)
- Voigt & Voigt (Pop/Rockiger Techno in Zusammenarbeit mit seinem Bruder Reinhard Voigt)

## Auszeichnungen
- 2019: Hauptpreis des Holger-Czukay-Preis für Popmusik der Stadt Köln[7]